# Hautmougey
Hautmougey és un municipi francès, situat al departament dels Vosges i a la regió del Gran Est. L'any 2007 tenia 151 habitants.

## Demografia

### Població
El 2007 la població de fet de Hautmougey era de 151 persones. Hi havia 68 famílies, de les quals 17 eren unipersonals (17 homes vivint sols), 34 parelles sense fills i 17 parelles amb fills.
La població ha evolucionat segons el següent gràfic:
Habitants censats

### Habitatges
El 2007 hi havia 129 habitatges, 67 eren l'habitatge principal de la família, 33 eren segones residències i 29 estaven desocupats. 111 eren cases i 18 eren apartaments. Dels 67 habitatges principals, 59 estaven ocupats pels seus propietaris, 3 estaven llogats i ocupats pels llogaters i 5 estaven cedits a títol gratuït; 3 tenien dues cambres, 9 en tenien tres, 19 en tenien quatre i 36 en tenien cinc o més. 56 habitatges disposaven pel capbaix d'una plaça de pàrquing. A 32 habitatges hi havia un automòbil i a 26 n'hi havia dos o més.

### Piràmide de població
La piràmide de població per edats i sexe el 2009 era:
| Homes | Edats   | Dones |
| ----- | ------- | ----- |
| 0     | 95 o +  | 0     |
| 4     | 90 a 94 | 0     |
| 4     | 85 a 89 | 0     |
| 0     | 80 a 84 | 4     |
| 4     | 75 a 79 | 0     |
| 4     | 70 a 74 | 4     |
| 8     | 65 a 69 | 4     |
| 8     | 60 a 64 | 4     |
| 4     | 55 a 59 | 4     |
| 8     | 50 a 54 | 8     |
| 4     | 45 a 49 | 0     |
| 8     | 40 a 44 | 0     |
| 8     | 35 a 39 | 4     |
| 4     | 30 a 34 | 4     |
| 4     | 25 a 29 | 0     |
| 0     | 20 a 24 | 0     |
| 0     | 15 a 19 | 0     |
| 0     | 10 a 14 | 8     |
| 4     | 5 a 9   | 8     |
| 0     | 0 a 4   | 4     |

## Economia
El 2007 la població en edat de treballar era de 93 persones, 53 eren actives i 40 eren inactives. De les 53 persones actives 43 estaven ocupades (30 homes i 13 dones) i 10 estaven aturades (4 homes i 6 dones). De les 40 persones inactives 20 estaven jubilades, 2 estaven estudiant i 18 estaven classificades com a «altres inactius».

### Ingressos
El 2009 a Hautmougey hi havia 73 unitats fiscals que integraven 166,5 persones, la mediana anual d'ingressos fiscals per persona era de 13.389 €.

### Activitats econòmiques
Dels 4 establiments que hi havia el 2007, 1 era d'una empresa de comerç i reparació d'automòbils, 2 d'empreses d'hostatgeria i restauració i 1 d'una empresa classificada com a «altres activitats de serveis».
L'únic servei als particulars que hi havia el 2009 era un restaurant.
L'any 2000 a Hautmougey hi havia 6 explotacions agrícoles que ocupaven un total de 378 hectàrees.

## Poblacions més properes
El següent diagrama mostra les poblacions més properes.